# Variación somaclonal
La variación somaclonal es la variación observada en plantas producidas mediante cultivo de tejidos vegetales. Los reordenamientos cromosómicos son una fuente importante de esta variación. El término variación somaclonal es un fenómeno de amplia ocurrencia taxonómica, reportado en especies con diferentes niveles de ploidía, en alógamas y autógamas, en plantas propagadas vegetativamente y por semillas, y en plantas cultivadas y no cultivadas.  El fenómeno de alta variabilidad en individuos provenientes de cultivos de células vegetales o brotes adventicios se ha denominado variación somaclonal. Los caracteres afectados incluyen rasgos tanto cualitativos como cuantitativos.
La variación somaclonal no se limita a las plantas regeneradas a partir de callos, pero es particularmente común en ellas. Las variaciones pueden ser genotípicas o fenotípicas, este último caso pueden ser de origen genético o epigenético . Las alteraciones genéticas comunes son: cambios en el número de cromosomas (poliploidía y aneuploidía), en la estructura cromosómica (translocaciones, deleciones, inserciones y duplicaciones) y cambios en la secuencia de ADN (mutaciones de base). Un evento típico relacionado con la epigenética sería la metilación de genes .  
Si no se observan cambios morfogénicos visuales, se deben aplicar otros métodos de cribado. La variación somaclonal tiene ventajas y desventajas.

## Ventajas
El principal beneficio de la variación somaclonal es la mejora genética de plantas y cultivos. La variación somaclonal permite a la creación de variabilidad genética adicional. Las características que los mutantes somaclonales pueden mejorar durante el cultivo in vitro incluyen resistencia a patotoxinas, a enfermedades, a herbicidas, a alta concentración de sal, a toxicidad mineral y la tolerancia a estreses ambientales o químicos, así como una mayor producción de metabolitos secundarios.

## Desventajas
Una seria desventaja de la variación somaclonal ocurre en protocolos que requieren uniformidad clonal; como en las industrias hortícola y forestal, donde se emplea el cultivo de tejidos para la rápida propagación de genotipos élite.
- A veces conduce a resultados indeseables.
- Los variantes seleccionadas son aleatorios y genéticamente inestables.
- Requieren pruebas de campo extensas y a gran escala
- No aptos para rasgos agronómicos complejos como rendimiento, calidad, etc.
- Puede desarrollar variantes con efectos pleiotrópicos .

## Reducción de la variación somaclonal
Es posible utilizar diferentes pasos para reducir la variación somaclonal. Se sabe que un número creciente de subcultivos aumenta la probabilidad de variación somaclonal, por lo que el número de subcultivos en los protocolos de micropropagación debe mantenerse al mínimo. La regeneración regular de clones a partir de nuevos explantes puede reducir la variabilidad con el tiempo. Otra forma de reducir la variación somaclonal es evitar el 2,4-D en el medio de cultivo, ya que se sabe que esta hormona introduce variación.